# 袖引小僧

鳥取県境港市・水木しげるロードに設置されている「袖引小僧」のブロンズ像。

袖引小僧（そでひきこぞう）は、日本の妖怪。埼玉県比企郡川島町中山上廓や埼玉県南部付近に伝承が残る妖怪である。

## 容姿
下記の行動のとおり、姿を見せずに道行く人の足止めをして悪戯するような行動をすることから容姿は不明である。
妖怪画家・漫画家水木しげるのイラストでは、黒い体に子豚のような顔をした妖怪の姿で描かれている。また、水木の故郷である鳥取県境港市には、水木の妖怪画を立体化したブロンズ像が多数設置された「水木しげるロード」という商店街があるが、ここにも袖引き小僧のブロンズ像が設置されている。

## 行動
夕暮れの帰宅を急ぐ者の袖をクイと引く。振り向くが誰もいない。気を取り直して歩き出そうとするとまたも手がクイと引かれるといわれる。
伝承地での話では、袖引小僧は元は落武者の霊であり、落武者が通行人に助けを求めて袖を引いているともいう。
また埼玉県の伝承によれば、貧乏な家の子供が、道端の地蔵の陰で共働きの両親の帰りを待っており、両親が帰って来たので飛び出したところ、両親は最近評判の盗賊だと思って殴りつけて死なせてしまい、その子供の霊が袖引き小僧となったという。
似た妖怪に、茨城県筑波郡大穂町（現・つくば市）で老いた雄のムジナが妊婦の匂いに発情して袖を引くという袖引き狢がある。